# (34400) 2000 RC81
2000 RC81 (asteroide 34400) é um asteroide da cintura principal. Possui uma excentricidade de 0.15816400 e uma inclinação de 7.37052º.
Este asteroide foi descoberto no dia 1 de setembro de 2000 por LINEAR em Socorro.